# Osmaniye
Osmaniye est une ville de Turquie, en Région méditerranéenne, préfecture de la province du même nom recréée en 1996.
Située sur le bord oriental de la plaine de Çukurova, l'antique Cilicie, elle est adossée aux contreforts des monts Nur. Osmaniye se trouvait sur l'une des anciennes routes de la soie et a toujours été un lieu d'importance stratégique entre l'Anatolie et le Moyen-Orient.
Osmaniye se trouve aujourd'hui au centre d'une riche région agricole arrosée par le fleuve Ceyhan et connue pour la culture de l'arachide